# 莉莉·考尔斯
莉莉·考尔斯（英語：Lily Cowles，1987年9月7日—） 是一名美国女演员，因在《新墨西哥州罗斯威尔》中饰演伊莎贝尔·埃文斯以及在《使命召唤：黑色行动冷战》中饰演海伦·帕克而闻名。

## 早年生活与教育
考尔斯于 1987 年出生在康涅狄格州的乡村地区，并在那里长大。她是女演员克莉絲汀·巴倫絲基和剧作家马特奥·考维斯的女儿。考尔斯有一个叫伊莎贝尔（Isabel）的姐姐，她是一名律师。她在普林斯顿大学获得了宗教学学士学位。考尔斯的父亲于2014年死于充血性心力衰竭。
从普林斯顿大学毕业后，考尔斯搬到了洛杉矶。她的娱乐生涯起步是在电影《真实故事》（True Story）的制作期间担任乔纳·希尔的私人助理。2016 年，考尔斯还在政治讽刺剧《吃腦外星人》中拥有一个反复出现的角色。随后，考尔斯被选中参加出演了CW的《罗斯威尔》重启版，片名为《罗斯威尔，新墨西哥州》。2020年，考尔斯在第一人称射击游戏《使命召唤：黑色行动冷战》中扮演海伦·帕克（Helen Park）一角。

## 影视作品列表
| 年        | 标题                                    | 角色            | 笔记           |
| --------- | --------------------------------------- | --------------- | -------------- |
| 2015年    | 结界                                    | 难缠的顾客      | 电影           |
| 2016年    | 吃腦外星人                              | 杰曼·希利       | 4集            |
| 2017年    | 乔去接受治疗                            |                 | 电视剧情片     |
| 2017年    | 琼斯对抗世界                            | 艾米            | 电视剧情片     |
| 2018年    | 安卓的阶级                              | 莉莉            | 电视剧         |
| 2019–2022 | 新墨西哥州罗斯威尔                      | 伊莎贝尔·埃文斯 | 主要角色; 52集 |
| 2020年    | 内战前夕                                | 莎拉            | 电影           |
| 2020年    | 使命召唤：黑色行动冷战 使命召唤：手机版 | 海伦·帕克       | 电子游戏       |
| 2023年    | 阿维姆的不朽者                          | 赞达拉          | 电子游戏       |